# هذا ولدنا (مسلسل)
هذا ولدنا، مسلسل كويتي كوميدي من إنتاج قناة الرأي 13 سبتمبر 2007م هو من بطولة الفنان طارق العلي والفنان جمال الردهان.

## هذا ولدنا
التمثيل : طارق العلي وجمال الردهان ومحمد الصيرفي وهيا الشعيبي ورزيقة الطارش وهند البلوشي ومي البلوشي ومي عبد الله وأحمد البارود وإبراهيم الشيخلي ونخبة من الفنانين الكوميديين والنجوم.

## القصة
يتوفى والد أسرة كويتية وعندما يذهبون لاستلام الميراث يتبين أن والدهم المتوفى لديه ابن في تايلاند من أم تايلندية، فيقرر أحد أبناء الوالد المتوفى أن يذهب إلى تايلند ليجلبه، وعندما يأتي الابن ومعه أخوهم التايلندي من تايلند، يتم الطمع على هذا الابن التايلندي وهو أن الكل يريد أن يزوجه أحد من أهل أنساب العائلة وفي الأخير يتزوج بنت عمه، والأحداث تبين كيفية حب هذه العائلة للمال والثروة.